# Previdência privada
A Previdência Privada ou Previdência complementar é um tipo de seguro contratado ou investimento disponibilizado para pessoas físicas com o caráter de longo prazo, funcionando como um complemento à previdência pública disponibilizada pelo Governo.

## Previdência privada no Brasil
No Brasil, a previdência privada ou complementar é um benefício adicional à aposentadoria do Regime Geral de Previdência Social (RGPS/INSS) e do Regime Próprio de Previdência Social (RPPS), que são regimes de caráter compulsório. A modalidade de previdência privada proporciona ao trabalhador a possibilidade de complementar a renda no momento da aposentadoria. No país, a previdência privada é facultativa e o participante pode escolher o valor da contribuição e a periodicidade em que irá aplicar seu dinheiro, para garantir uma renda ao fim do período de contribuição. 
O Regime de Previdência Complementar é composto pelas Entidades Fechadas de Previdência Complementar (EFPC),  que não tem fins lucrativos, e são mais conhecidas como Fundos de Pensão, e pelas Entidades Abertas de Previdência Complementar (EAPC), com fins lucrativos, mais conhecidas como “previdência privada aberta”. 

### Modalidades

#### Entidades fechadas
Os Fundos de Pensão adotam o regime de capitalização, diferentemente da previdência pública, possibilitando a constituição de reservas ao longo de determinado período de tempo e que, posteriormente, são empregadas para pagamento dos benefícios. Os Fundos de Pensão podem se constituir sob forma de fundações de direito privado ou de sociedade civil e não possuem fins lucrativos.  As contribuições recebidas são investidas com o objetivo de acumular recursos para pagamento futuro dos benefícios.
São destinados a empregados vinculados a alguma empresa (patrocinador) ou a associados/membros de pessoas jurídicas de caráter profissional, classista ou setorial (instituidor) e são considerados um fator de fortalecimento do vínculo entre associados e suas respectivas entidades de classe. Nos planos patrocinados, além das contribuições dos próprios participantes, as empresas também realizam contribuições conforme dispostos no regulamento do fundo.
Com a expansão das empresas estatais na década de 1970, foram criados novos fundos comoː Previ (Banco do Brasil), Petros (Petrobrás), Eletros (Eletrobrás), Valia (Vale), Sistel (Telebrás), Telos (Embratel), Funcef (Caixa Econômica Federal), Refer (RFFSA), Fapes (BNDES), Portus (Portobrás), Núcleos (Nuclebrás), Postalis (Correios), Funcesp (Cesp, atual fundo Vivest), Aerus (Vasp), Banesprev (Banesp),  Forluz (Cemig). Empresas privadas também criaram fundos para seus empregados, comoː Fundação Caemi (Caemi Mineração e Metalurgia), IBSS (Brahma, atual IAPP (Ambev)), PSSPhillips (Philips), VWPP (Volkswagen) e Fundação Promon (Promon Engenharia), sob a influência de experiências internacionais.

#### Entidades abertas
As Entidades Abertas de Previdência Complementar (EAPC) são sociedades anônimas que possuem fins lucrativos e oferecem planos abertos de previdência privada, além de planos de seguro de caráter previdenciário. A previdência privada aberta é oferecida por bancos, entidades e/ou seguradoras e pode ser contratada por qualquer pessoa, independentemente de vínculo empregatício ou associativo.
Os planos de previdência aberta podem ser VGBL (Vida Gerador de Benefício Livre) ou PGBL (Plano Gerador de Benefício Livre), enquanto o primeiro é entendido como seguro de pessoa, o segundo, é considerado como um plano de previdência complementar. A distinção mais marcante entre eles é a forma de tributação. No PGBL o investidor pode abater as contribuições feitas do Imposto de Renda até o limite de 12% de sua renda bruta anual e os impostos são cobrados só no resgate e incidem sobre todo o valor. No VGBL, os impostos são cobrados só no resgate, mas incidem somente sobre a rentabilidade.
Na previdência privada é possível receber uma renda vitalícia mensal, ou sacar o valor acumulado por inteiro. O valor investidor também pode ser resgatado antes do prazo estabelecido, em caso de desistência por parte do investidor, de acordo com os prazos de carência estabelecidos no regulamento e alíquotas de imposto devidas. 

### Regime de Previdência Complementar dos servidores (RPC)
Com as reformas trazidas pelas Emendas Constitucionais 20/1998, 41/2003 e 103/2019, foi estabelecido o Regime de Previdência Complementar (RPC) dos servidores públicos, a ser instituído pelos entes federativos (União, Distrito Federal, Estados e Municípios) que tivessem Regime Próprio de Previdência Social. Foi estabelecido que o limite máximo dos benefícios do Regime Geral de Previdência Social deve ser aplicado para o valor das aposentadorias e das pensões em Regime Próprio de Previdência Social. Os servidores que ingressarem após a instituição das entidades de previdência complementar deverão estar inscritos no regime para que possam receber aposentadoria ou pensão acima do teto do RGPS.
No âmbito da União, foi criado a Fundação de Previdência Complementar do Servidor Público da União (Frunpesp) e a Fundação de Previdência Complementar do Servidor Público Federal do Poder Judiciário (Funpresp-Jud), com a lei 12.618/2012. O estado de São Paulo criou a Fundação de Previdência Complementar do Estado de São Paulo.
Em 2022, 26 Entidades Fechadas de Previdência Complementar gerenciavam 603 planos de previdência complementar de entes federativos.

### Regulamentação
Os fundos de pensão foram regulamentados pela Lei 6.435/1977 e com seu regulamento abriu a possibilidade de conceder pecúlios e rendas a qualquer empresa ou entidade equiparada, como entidades sem fins lucrativos, assistenciais, educacionais ou religiosas, podendo os planos destas incluir os seus empregados e os religiosos que as servem. A lei também estabeleceu a distinção entre as entidades abertas e as entidades fechadas de previdência privada.
A Constituição Federal de 1988 exigiu alterações na lei 6.435 que foi substituída por duas leis complementares de números 108 e 109, ambas de 2001.
As atividades dos Fundos de Pensão obedecem a normas expedidas pelo Conselho Nacional de Previdência Complementar (CNPC) e são fiscalizadas pela Superintendência Nacional de Previdência Complementar (Previc).